# Bayan Baqir Sulagh

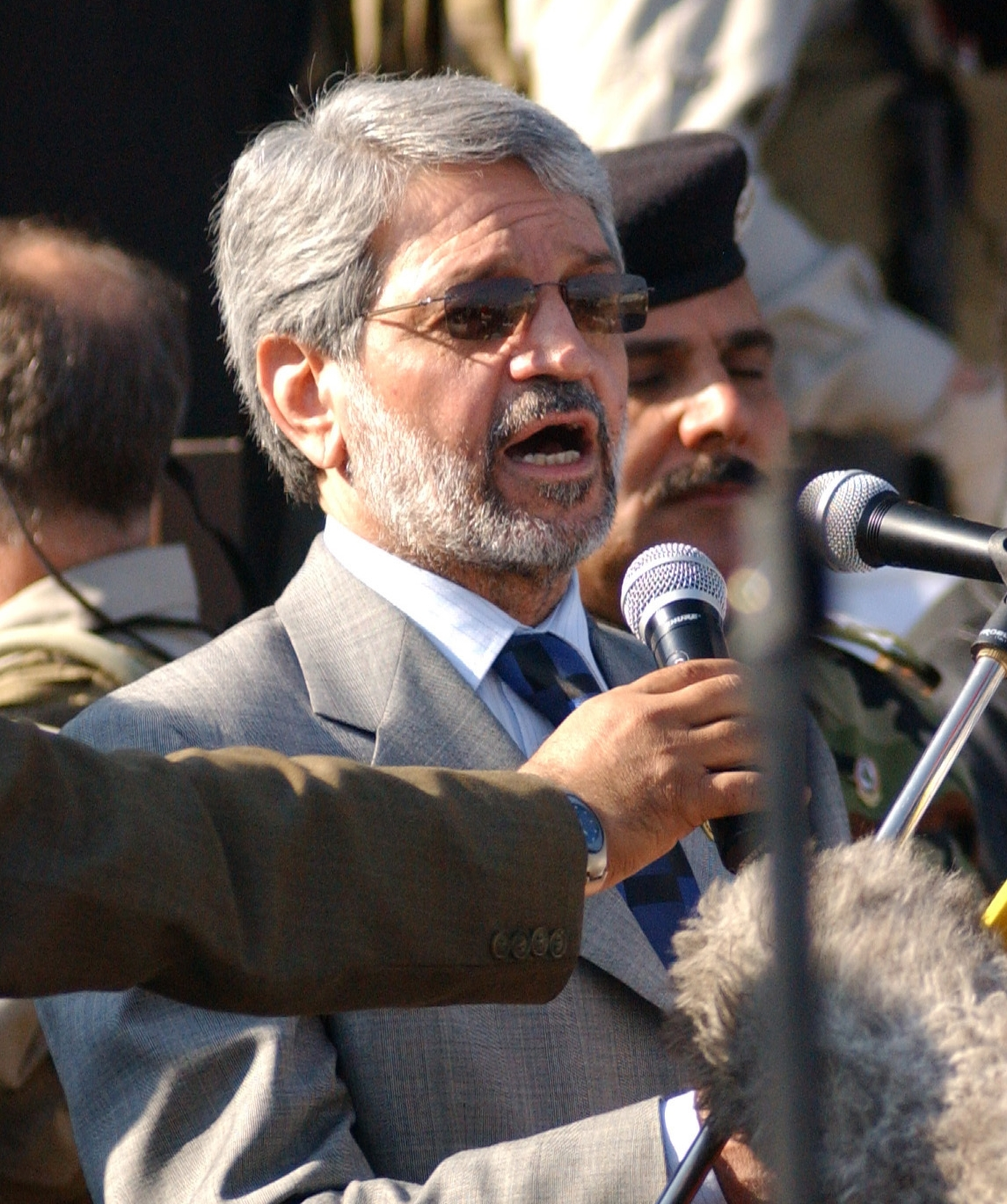
Bakir Dschabr az-Zubaidi

Bayan Baqir Sulagh (arabisch بيان باقر سولاغ, DMG Bayān Bāqir Sūlāġ), auch als Bayan Dschabr und Baqir Dschabr az-Zubaidi (باقر جبر الزبيدي, DMG Bāqir Ǧabr az-Zubaidī) bekannt, ein turkmenischer Schiit, der zur SCIRI-Partei gehört, ist ehemaliger Finanzminister, Innenminister und Verkehrsminister des Irak.
Sulagh stammt aus der südöstlichen irakischen Provinz Maisan. Während er in den 1970ern Technik an der Universität Bagdad studierte, wurde er ein schiitischer Aktivist. Als Saddam Hussein Razzien gegen politische Organisationen der Schiiten durchführen ließ, floh Sulagh in den Iran. Später trat er der schiitisch-islamistischen Partei Oberster Rat für die Islamische Revolution im Irak (SCIRI) bei. In den 1990ern war er Vertreter des SCIRI in Damaskus in Syrien; da er Angst hatte, Saddam Husseins Baath-Regime könnte seiner Familie etwas antun, nannte er sich zu dieser Zeit Bayan Dschabir.
Nachdem er in den Irak zurückgekehrt war, war er in der irakischen Übergangsregierung unter dem damaligen Ministerpräsidenten Iyad Allawi Bau- und Hausminister.
In der neuen irakischen Regierung 2005 wurde er Innenminister. Viele sunnitische Politiker und Geistliche forderten damals den Rücktritt Sulaghs, da sie ihn für die Misshandlung und sogar Tötung sunnitischer Häftlinge verantwortlich machten.
Von 2006 bis 2010 amtierte Sulagh als Nachfolger von Ali Abd al-Amir Allawi als irakischer Finanzminister. Sein Nachfolger in diesem Amt wurde Rafi al-Issawi. Zwischen 2014 und 2016 fungierte er als Verkehrsminister.